# تو هیلز (آلبرتا)
تو هیلز (به انگلیسی: Two Hills) یک منطقهٔ مسکونی در کانادا است که در آلبرتا واقع شده‌است. تو هیلز ۱٬۳۵۲ نفر جمعیت دارد و ۶۰۳ متر بالاتر از سطح دریا واقع شده‌است.